# Les amants magnifiques
Les amants magnifiques és una comèdia-ballet de Molière amb música de Jean-Baptiste Lully, composta i representada en ocasió del carnaval de febrer de 1670 a Saint-Germain-en-Laye, en el curs de les festes anomenades divertiments reials. Aquesta és la darrera representació en què el rei Lluís XIV puja a l'escenari en qualitat de ballarí.